# Redunca arundinum
La redunca dei canneti (Redunca arundinum (Boddaert, 1785)) è un'antilope diffusa in Angola, Zimbabwe, Zambia, Mozambico e Sudafrica settentrionale.

## Descrizione
Misura 85 centimetri al garrese e pesa intorno ai 70 chilogrammi. Ha il mantello grigio-bruno con le regioni inferiori bianche e le zampe anteriori nere. I maschi hanno corna scanalate di circa 35 centimetri, le quali si allungano all'indietro per poi curvarsi alla punta.

## Biologia
Vive nelle vallate e nelle aree pianeggianti, dove si nutre di erba e cannucce di palude. I vecchi maschi sono territoriali e vivono con una singola femmina, che seguono in ogni momento per impedire che abbia contatti con maschi rivali. Le femmine e i giovani maschi sono solitamente solitari, ad eccezione della stagione secca, quando per necessità a volte formano branchi composti da quasi venti esemplari. Sono diurne, ma inattive durante le ore più calde.